# Ірина Звєрєва
Ірина Звєрєва (нар. 11 квітня 1967) — колишня радянська тенісистка.
Найвищу одиночну позицію світового рейтингу — 380 місце досягла 13 вересня 1993, парну — 466 місце — 19 квітня 1993 року.
Здобула 1 одиночний та 1 парний титул туру ITF.

## Фінали ITF

### Одиночний розряд: 5 (1–4)
| Результат | W–L | Дата     | Турнір                        | Рівень | Покриття | Суперниця          | Рахунок       |
| --------- | --- | -------- | ----------------------------- | ------ | -------- | ------------------ | ------------- |
| Поразка   | 0–1 | Сер 1991 | ITF Мюнхен, Німеччина         | 10,000 | Ґрунт    | Ева-Марія Шюргофф  | 4–6, 2–6      |
| Поразка   | 0–2 | Кві 1993 | ITF Афіни, Греція             | 10,000 | Ґрунт    | Клаудія Чабалгойті | 6–2, 4–6, 6–3 |
| Поразка   | 0–3 | Сер 1993 | ITF Падерборн, Німеччина      | 10,000 | Ґрунт    | Ольга Гостакова    | 0–6, 0–6      |
| Перемога  | 1–3 | Сер 1993 | ITF Бергіш-Гладбах, Німеччина | 10,000 | Ґрунт    | Anja Franken       | 6–1, 5–7, 6–4 |
| Поразка   | 1–4 | Кві 1994 | ITF Афіни, Греція             | 10,000 | Ґрунт    | Юлія Апостолі      | 0–6, 3–6      |

### Парний розряд: 2 (1–1)
| Результат | W–L | Дата     | Турнір                 | Рівень | Покриття | Партнерка        | Суперниці                         | Рахунок  |
| --------- | --- | -------- | ---------------------- | ------ | -------- | ---------------- | --------------------------------- | -------- |
| Перемога  | 1–0 | Сер 1991 | Мюнхен, Німеччина      | 10,000 | Ґрунт    | Жанетта Гусарова | Івана Гаврлікова Павліна Райзлова | 7–5, 6–2 |
| Поразка   | 1–1 | Сер 1992 | Бад-Наугайм, Німеччина | 10,000 | Ґрунт    | Agata Werblinksa | Heike Roloff Міхаела Зайболд      | 2–6, 4–6 |

## National championships finals

### Парний розряд (0–1)
| Результат | Ранг | Рік  | Турнір                      | Місце | Партнерка        | Суперниці                        | Рахунок  |
| --------- | ---- | ---- | --------------------------- | --- | ---------------- | -------------------------------- | -------- |
| Поразка   | 1.   | 1990 | USSR Tennis National Турнір | [[Файл:Шаблон:Прапор Ukrainian Soviet Socialist Republic\|20x13px\|Ukrainian Soviet Socialist Republic]] Київ, Ukrainian SSR | Погорелова Олена | Комлева Світлана Maria Chirikova | 3–6, 2–6 |